# Piotr Sans i Yordà
Piotr Sans i Yordà, właśc. hiszp. Pedro Sanz i Yordà (chiń. 白多祿; pinyin Bái Duōlù; ur. 3 września 1680 w Ascó, Tarragona (prowincja) w Hiszpanii, zm. 26 maja 1747 w Fuzhou w Chinach) – święty kościoła katolickiego, dominikanin (OP), biskup, misjonarz, męczennik.

## Życiorys
Jego rodzicami byli Andrew Sanz i Catherine Yorda. Miał bliźniaczą siostrę, która zmarła wkrótce po urodzeniu. Ochrzczony został następnego dnia po narodzinach imieniem Józef. Po wstąpieniu do zakonu dominikanów w Léridzie w 1697 przyjął imię Piotr, które zasugerował mu wuj będący czcicielem św. Piotra z Werony. 20 września 1704 został wyświęcony na księdza. W 1708 przydzielono go do klasztoru w Saragossie. Został kapelanem Bractwa Różańcowego. Przez kilka lat pracował w Hiszpanii, a następnie wysłano go na Filipiny (w 1713).
29 czerwca 1715 przybył do Xiamen w Chinach. W 1717 został przełożonym misji. W 1719 rozpoczęły się prześladowania skierowane przeciwko misjonarzom, w związku z tym musiał działać bardzo ostrożnie. W 1723 sytuacja tak się pogorszyła, że musiał ukrywać się, spędzając czas w małym pokoiku na modlitwie i medytacji. W końcu miejscowi chrześcijanie poradzili mu, żeby uciekł do Kantonu, gdzie przybył w 1730. W lutym 1730 został nominowany na biskupa, sakrę otrzymał w Guangdong, skąd natychmiast wrócił do swojej misji w Fu’an. Był to krótki okres spokoju, zanim rozpoczęły się kolejne prześladowania i ponownie przez wiele lat musiał się ukrywać w domach chrześcijan. W końcu zdecydował ujawnić się, aby nie narażać dłużej życia swoich protektorów. Aresztowano go 30 czerwca 1746, a 5 lipca razem z 5 innymi misjonarzami został zabrany do Fuzhou. Niedługo po tym został skazany na śmierć. Ścięto go 26 maja 1747.

## Dzień wspomnienia
Tradycyjnie w dzienną pamiątkę śmierci  i 9 lipca w grupie 120 męczenników chińskich

## Proces beatyfikacyjny i kanonizacyjny
Został beatyfikowany 14 maja 1893 przez Leona XIII. Kanonizowany w grupie 120 męczenników chińskich w dniu 1 października 2000 przez Jana Pawła II.